# Bolken
Bolken é uma comuna da Suíça, situada no distrito de Wasseramt, no cantão de Soleura. Tem 2,13 km² de área e sua população em 2018 foi estimada em 601 habitantes.